# Folksvagen Tip 2 (T1)
Folksvagen Tip 2 (T1) je prva generacija Folksvagen transportera. Karakterišu ga razdvojeno vetrobransko staklo (енгл. Split window), pozadi postavljen bokser motor, i mehanički je bio vrlo sličan, gotovo identičan Folksvagen Bubi. Na teritoriji bivše SFRJ poznat je pod nazivima Hipi kombi, T1 kombi, split ili jednostavno bubin kombi. Proizvodio se od 8. marta 1950. do kraja 1967. godine. Prvi serijski primerak je predstavljen 12. novembra 1949.

## Proizvodnja
Proizvodnja Folksvagen Transportera T1 je počela 8. marta 1950. godine. Iako je u Nemačkoj proizvodnja obustavljena 1967. godine, ovaj model se i dalje proizvodio u Brazilu sve do 1975. godine, kada je delimično modifikovan prednjim delom i zadnjim svetlima sa modela T2. Ovakav model je označen kao T1.5 i u proizvodnji se zadržao sve do 1996 godine.

## Varijante
Folksvagen T1 se standardno proizvodio kao teretni kombi u furgon i putar izvedbi, i kao putnički kombi u običnoj i deluks varijanti, tzv. Samba. Mesta za sedenje su postavljena napred iznad prednje osovine, motor je pozadi, a između teretni prostor ili dva dodatna reda sedišta, čime je postignuta gotovo idealna raspodela mase.
Transporteri se definišu dvocifrenim kodom. Do januara 1959, početna cifra je bila 2 (npr. 2/23 = Kombi). Treća cifra definiše varijaciju u odnosu na osnovni model, a četvrta ukoliko je ima završnu obradu i farbu:
- 21 - Teretni kombi, furgon
- 22 - Putnički kombi, 9 sedišta
- 23 - Kombi
- 24 - Deluks putnički kombi, Samba
- 26 - Putar, jednostruka i dvostruka kabina
- 27 - Ambulantno vozilo
- 28 - Putnički kombi, 7-sedišta
- 29 - Prototip

### Raspored sedenja
U putničkim varijantama instalirana su tri reda sedišta. Prvi red se nalazi iznad prednje osovine, sa 2 ili 3 sedišta. U drugom i trećem redu se mogu smestiti još 6 osoba, ukupno 8 putnika i vozač, a prtljažnik se nalazi iza trećeg reda sedišta. Ovaj raspored je zadržan do danas i primenjuje se u svim vozilima ovog tipa, nezavisno od proizvođača.

### Oprema
Unutrašnjost Folksvagen Transportera T1 je za današnje pojmove bila skromna, ali je u to vreme pružao nivo komfora na nivou putničkih automobila. Do 1955. godine, jedini raspoloživi instrument u unutrašnjosti kabine je bio brzinomer, dok su modeli proizvedeni kasnije imali pravu instrument tablu.

## Spoljašnje veze
- Istorija VW Transportera
- 5 automobila koji će večno trajati Архивирано на веб-сајту  (5. август 2018)